# Italské království (1805–1814)
Italské království (italsky Regno d'Italia, francouzsky Royaume d'Italie) byl státní útvar, který se v letech 1805–1814 rozkládal na severu Itálie. Stát byl pod přímou kontrolou Francie a králem byl sám Napoleon Bonaparte.

## Historický vývoj
Stát vznikl v roce 1805 přetvořením Italské republiky na Italské království, byla zřízena italská armáda. Francouzskou moc v zemi měl zastupovat Napoleonův nevlastní syn Evžen de Beauharnais, který ovšem neměl v rámci rozhodovacího procesu takřka žádné pravomoce – převážná část rozhodnutí závisela vždy na Napoleonovi, který si po své korunovaci císařem přisvojil i titul italského krále. Vedle původního území Italské republiky zahrnovalo Italské království oblasti získané v Napoleonových taženích během let 1806 až 1809 – Benátsko, Marky a Tridentsko. Vnitřní organizace země kopírovala francouzské dělení na departementy s velkým důrazem na centralizaci moci, byl rovněž zaveden napoleonský občanský zákoník. Dříve rozdrobené městské republiky a monarchie tak nahradil ucelenější státní útvar. Byly také zrušeny feudální povinnosti či právo prvorozenství a došlo ke konfiskaci církevního majetku.
Nová vláda, tlačená nedostatkem peněz, rozprodávala národní majetek, na čemž bohatě profitovaly městské vrstvy a některé aristokratické rody. Zatímco k roku 1789 bylo v držení měšťanstva 24 % obhospodařované půdy, o 15 let později to již bylo 40 %. Naopak majetek šlechty poklesl ze 73 % na 58 %. Protože napoleonská armáda rovněž potřebovala ke svému chodu velké množství surovin a výrobků, příslušníci zámožnějších vrstev se stávali i armádními dodavateli, případně se podíleli na výstavbě veřejných děl a infrastruktury a dále rozvíjeli své podnikatelské aktivity.
Na druhou stranu zasáhly italské obyvatelstvo odvody do armády, velmi nepopulární v zemi takřka bez vojenské tradice, a v oblasti hospodářství se italských poměrů citelně dotkla i pozdější kontinentální blokáda. Katastrofálně se projevila především v exportu surového hedvábí, v ostatních oblastech nebyl dopad tak znatelný, pro některé typy zboží blokáda naopak fungovala jako účinná ochranná bariéra před anglickou konkurencí.
Pod napoleonskou nadvládou se utvářela nová italská intelektuální vrstva, povětšinou z řad lidí, kterým bylo dříve kvůli jejich původu bráněno v kariérním a sociálním vzestupu. Pro tuto vrstvu, jakož ale i pro příslušníky aristokracie, se otevíraly pozice ve správě, v armádě, ve vzkvétajících univerzitách, výtvarných akademiích a dalších specializovaných školách. Významnou pozici mělo také novinářství. Tito lidé měli často tendenci i k politickému sdružování. Protože něco takového nebylo v italském státě možné, docházelo ke vzniku tajných organizací a sekt, v severních oblastech to byla především společnost Adelfia. V těchto spolcích se mísily nejrůznější vlivy a názory, snažící se prosadit v prostředí, které dosud nedávalo k politické reprezentaci prostor.

## Konec napoleonské nadvlády
Po zprávách o ústupu Napoleona od Moskvy roku 1812 a po bitvě u Lipska o rok později bylo lidem, kteří Itálii vládli v Napoleonově jménu, jasné, že stávající režim skončil. V dramatické situaci se pokoušeli distancovat od Napoleona. Přes uzavření příměří s nepřátelskými stranami ovšem nedokázal Evžen de Beauharnais udržet moc ve svých rukou – v dubnu 1814 byly v Miláně stranou takzvaných ryzích Italů rozpoutány nepokoje, které vyústily v zavraždění ministra financí Priny. V brzké době byla ve městě a celé Lombardii obnovena rakouská nadvláda, kterou stvrdil Vídeňský kongres roku 1815. Vedle obnovy starých italských států si severní část Italského království, tedy vedle Lombardie i Benátsko, ponechalo Rakouské císařství.